# Borgo metropolitano di Hampstead
Il borgo metropolitano di Hampstead fu un municipio metropolitano della vecchia contea di Londra esistito fra il 1900 e il 1965.

## Storia
L'autorità municipale fu istituita succedendo alla parrocchia di Hampstead, della quale ricalcò completamente il territorio, e fu subito sottoposta all'autorità provinciale del Consiglio della Contea di Londra. 
Esteso per 9 km², aveva una popolazione di 80.000 abitanti ad inizio Novecento e di 100.000 residenti nei primi anni Sessanta.
Il palazzo municipale venne acquistato e riadattato all’uso nell’Ottocento quando la parrocchia era passata da essere un villaggio ad una intensa conurbazione. Dopo la creazione della Grande Londra, l'area fu annessa dal borgo londinese di Camden, e il vecchio municipio fu in seguito riadattato a museo.